# BMW Z4 (E89)
Pour les articles homonymes, voir BMW Z4 et Z4.
La BMW Z4 est un modèle de roadster du constructeur automobile allemand BMW commercialisée à partir de 2009, dénommée en interne BMW E89, remplaçante de la BMW E85. Pour la première fois dans son histoire, afin de rivaliser avec la concurrence telle Mercedes-Benz et son roadster SLK, la Z4 s'équipe d'un toit rigide rétractable. Cette nouvelle Z4 n'est d'ailleurs plus scindée en deux véhicules distincts, coupé et roadster, mais sera uniquement disponible en version découvrable.
Cette seconde génération de BMW Z4 est d'abord présentée par le biais d'Internet, début 2009, puis physiquement lors de l'édition 2009 du Salon de Détroit. Désormais fabriquée dans l'usine de Ratisbonne en Allemagne, et non plus en Caroline du Sud aux États-Unis, la BMW Z4 est lancée le 9 mai 2009 à un prix de base d'environ 35 900 €.

## Concept cars

### Coupé Zagato (2012)
Le coupé Zagato était un concept-car basé sur la Z4 (E89) développé en collaboration avec la maison de design italienne Zagato. Il a été dévoilé au Concorso d'Eleganza Villa d'Este le 25 mai 2012. Comme le designer en chef de BMW de l'époque, Adrian van Hooydonk, et le designer en chef de Zagato, Norihiko Harada, étaient amis, la décision a été rapidement prise lorsqu'Andrea Zagato a proposé une collaboration avec BMW. La carrosserie du coupé Zagato a été entièrement construite à la main et comprend un toit à double bulle et une peinture Rosso Vivace qui change de couleur en fonction de l'éclairage, allant d'un noir presque noir à un rouge vif. Le coupé Zagato intègre également la lettre « z » dans sa conception, avec la calandre composée de petites lettres « z » mates, avec des lettres « z » brodées dans les sièges.

### Roadster Zagato (2012)
Le Zagato Roadster était la version roadster du Zagato Coupé dévoilé trois mois plus tôt et a été présenté au Concours d'élégance de Pebble Beach le 19 août 2012. Le Zagato Roadster a été fabriqué en six semaines, de la première idée de conception au modèle fini. Semblable au Zagato Coupé, la peinture du Roadster change d'apparence en fonction de l'éclairage, allant du gris foncé à l'argent clair. Le roadster supprime le toit rigide rétractable du Z4 et intègre un couvre -tonneau pour la protection de l'intérieur qui intègre une forme à double bulle. Le roadster Zagato a un intérieur noir, avec une bande de garniture en cuir marron s'étendant jusqu'aux arceaux de sécurité.

## Développement et lancement
La E89 a été la première automobile BMW à être entièrement conçue par deux femmes designers — Juliane Blasi (extérieur) et Nadya Arnaout (intérieur) — en 2006.
La Z4 (E89) a été officiellement annoncée le 13 décembre 2008 et a été dévoilée au Salon international de l'auto d'Amérique du Nord 2009 à Détroit, aux côtés de la MINI Cabriolet. La Z4 (E89) a ensuite été lancée sur les marchés en mai 2009.
Au total, 130 millions d'euros ont été dépensés entre 2007 et 2009 pour l'agrandissement de l'usine de Ratisbonne en vue de la production de la Z4 (E89). Bien que son prédécesseur ait été produit dans l'usine de Spartanburg aux États-Unis, la E89 a été produite dans l'usine BMW de Ratisbonne aux côtés de la Série 3 décapotable E93, ce qui en fait la troisième voiture de la série Z à être fabriquée en Allemagne depuis la Z1 et la Z8.

## Design
Bouleversement majeur dans le bureau de design de la marque allemande BMW : l'emblématique designer américain Christopher Edward Bangle, présent depuis 17 ans à la tête de ce bureau, quitte la marque et laisse sa place à Adrian van Hooydonk. Le designer entame une véritable évolution dont la Z4 est la première à bénéficier.
Depuis 1934, BMW propose à ses clients des « roadsters élégants et puissants », si bien que cette nouvelle génération se devait de respecter les codes stylistiques établis, à savoir un capot long, des passages de roues marqués, un arrière court et un pare-brise incliné. C'est donc le projet de deux femmes, Juliane Blasi pour le design extérieur et Nadya Arnaout pour le design intérieur, qui s'est imposé. Juliane Blasi est en réalité la gagnante d'un concours interne à BMW entre les studios de Munich et de Californie rassemblant une quarantaine de projets.

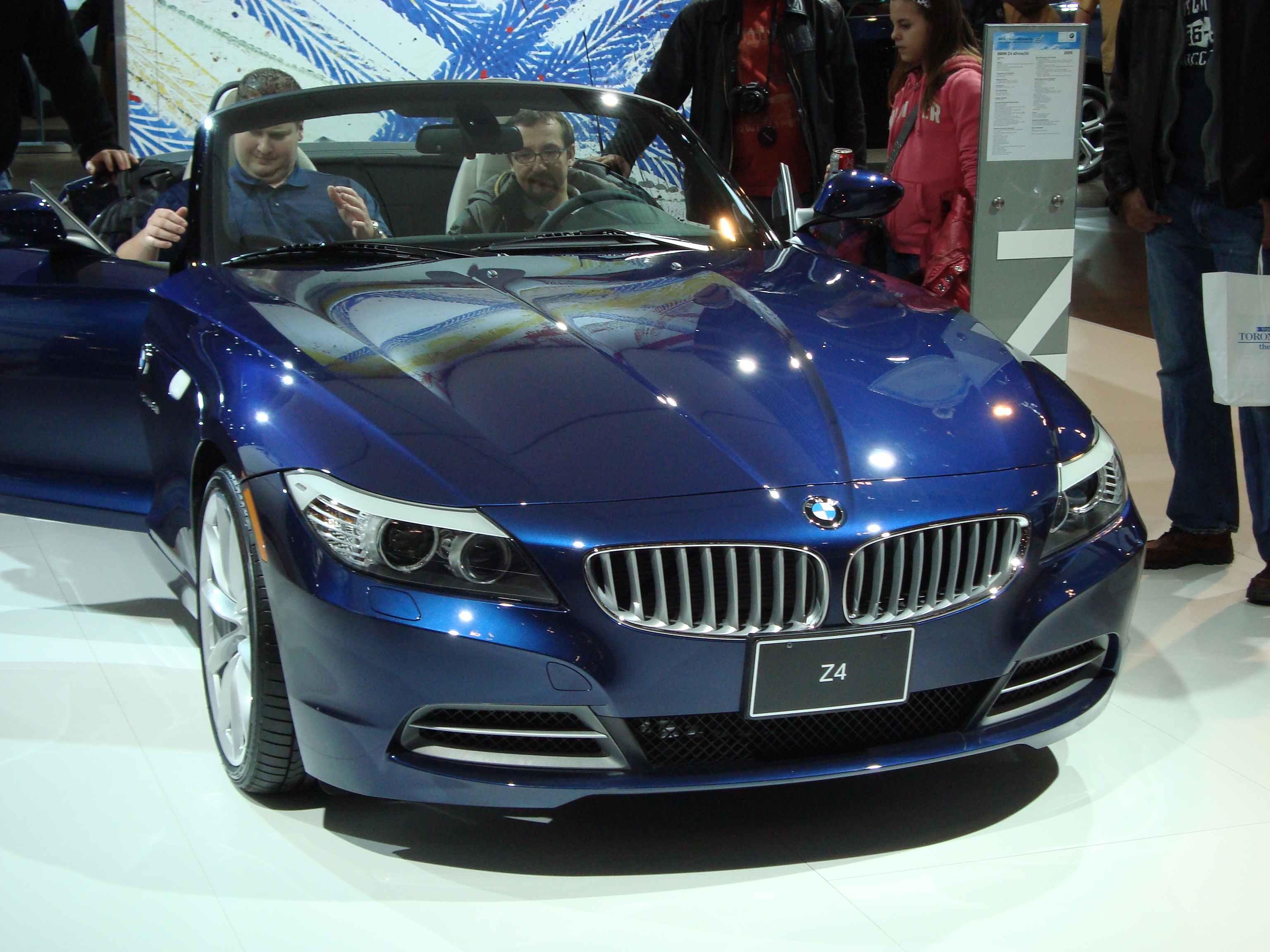
Capot gigantesque, empattement long et porte-à-faux court confèrent à la Z4 un style américain du plus bel effet.

Les lignes sont moins agressives, plus sobres, en somme, à l'opposé de la précédente génération. La BMW Z4 est le seul roadster deux places à allier aux proportions classiques du cabriolet une assise basse et reculée sur l'essieu arrière,. Les flancs, dynamisés par une ligne prononcée s'étirant de la calandre aux passages de roue arrière, affirment le caractère sportif (« athletic look ») de la Z4,. La célèbre calandre BMW, formant deux moustaches, est inclinée en surplomb, prononçant davantage les traits du « nez en squale » de l'automobile. Le bouclier est griffé d'une lame, de part et d'autre de la grille d'aération, tandis que la malle arrière reçoit de nouveaux feux originaux. Selon le Moniteur Automobile, la BMW Z4 possède désormais « l'élégance effilée d'un grand coupé ».
Inspiré de la BMW Z8, l'intérieur profite d'une finition « irréprochable ». Certains pourront être néanmoins déçus par la qualité perçue en raison d'ajustages perfectibles sur les modèles de lancement. Les commandes bénéficient de chrome tandis que la planche de bord est agrémentée de cuir et de bois précieux. Les sièges sont, de série, entièrement recouverts de cuir. Ils sont par ailleurs traités afin d'éviter que le soleil ne chauffe les sièges et brûle les occupants. Pour cela, la technologie SunReflective utilisée par BMW consiste à incorporer des pigments spécifiques dans le cuir qui assurent la réflexion des rayons infrarouges de la lumière du soleil.

## Châssis

### Structure

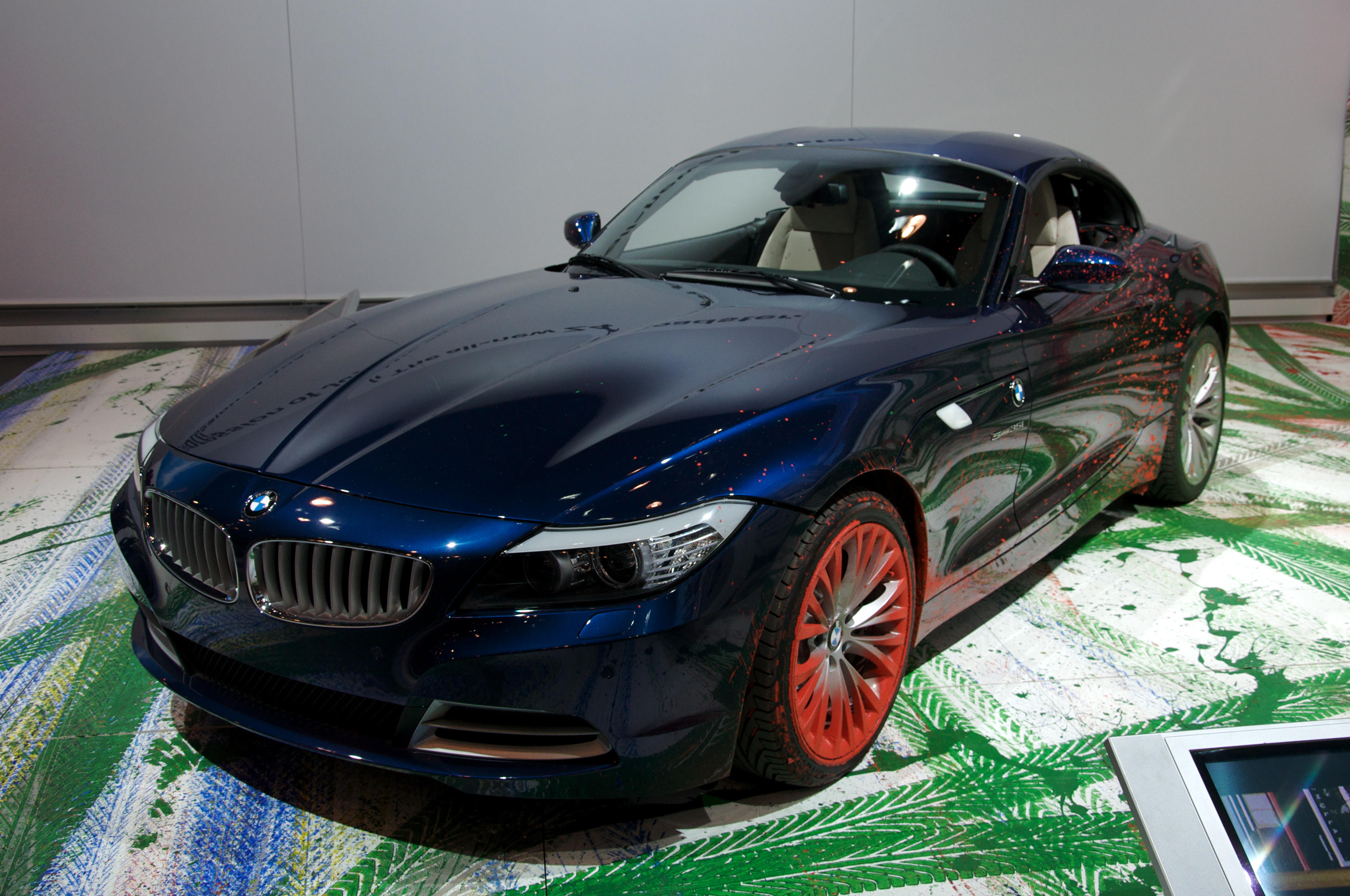
La Z4 de la campagne de publicité BMW An Expression of Joy, exposée au salon de l'automobile de New York.

La nouveauté majeure de la BMW Z4 est l'abandon de la toile rétractable au profit d'un toit rigide en deux parties en aluminium, dont l'ouverture électro-hydraulique s'effectue en 20 secondes. Fabriqué par l'équipementier Edscha, l'opération peut être réalisée en roulant jusqu'à 30 km/h comme sur la précédente version. Les raisons de ce changement sont diverses : visibilité périphérique — augmentation de 14 % en moyenne — et 3/4 arrière accrue, acoustique améliorée, sécurité contre le vandalisme,.
De plus, sur les Z4e89 23i et 30i, le poids reste quasi identique à la version E85 2.5si et 3.0si.
En revanche, la Z4 35i/35is pèse à vide 1 590 kg, soit 120 kg de plus que les motorisations atmosphériques.
L'aluminium constitue également le train avant à double articulation des pivots de fusée, ce qui induit une réduction de 30 % du poids à une construction équivalente en acier. L'équilibre de la charge sur les essieux est ainsi amélioré, « gage d'une agilité accrue et d'un comportement routier précis ». L'essieu avant est un essieu MacPherson tandis que l'arrière utilise une barre centrale. Un système de contrôle de la dynamique — système modifiant la progressivité de l'accélérateur, la réponse du moteur, de l'ESP et de la loi de l'assistance à la direction — est proposé de série afin de réaliser un châssis adaptatif de haute performance.

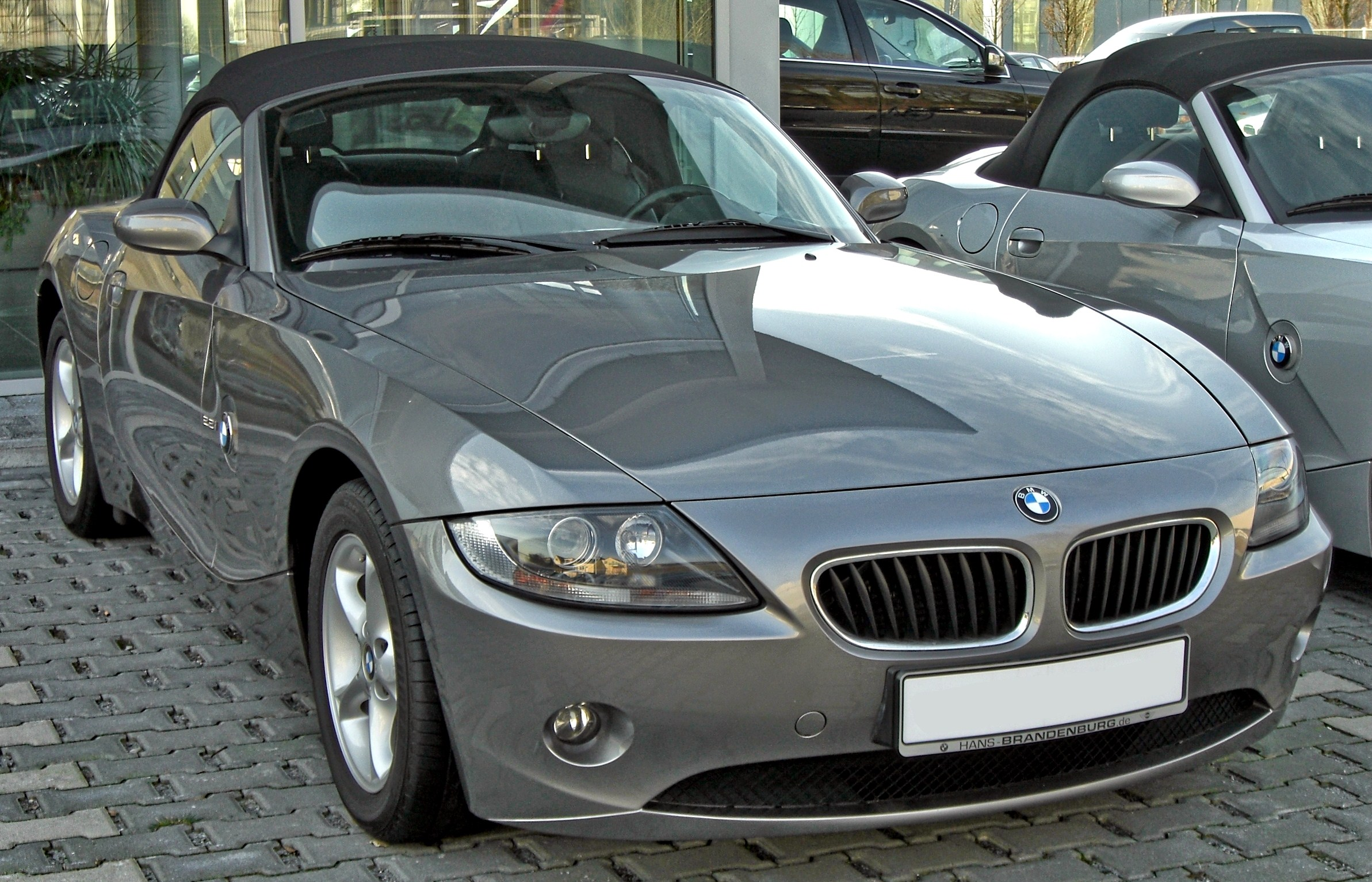
La capote en toile de la BMW E85 est abandonnée au profit d'un toit escamotable.

Profitant d'un châssis allongé de 11 cm, portant sa longueur totale à 4,23 m au lieu de 4,09 m pour sa prédécesseur, la BMW Z4 annonce un volume de coffre en hausse, atteignant les 310 dm3 avec le toit en place contre 260 dm3 pour la BMW E85. En raison de l'option toit rigide choisie par la marque allemande, ce volume diminue à 180 dm3 en version décapotée,. Point noir au tableau de la Z4, l'accès total au coffre s'avère difficile lorsque le toit est escamoté, il est toutefois possible d'y accéder pour de menus objets rangés au bord ; il faudra donc, dans la majorité des cas, charger ses bagages avant de décapoter et faire la manipulation inverse pour les extraire.

### Comportement
Grâce à un châssis « affûté et rigide », la Z4 est rivée au sol, même sur des routes sinueuses. Il faut cependant éviter les « excès d'optimisme » à l'approche d'un virage appuyé qui auront pour conséquence le sur-virage de l'automobile (contenu par le Contrôle du freinage en courbe CBC et le DSC soit l'équivalent de l'ESP),. Bien que le différentiel à blocage électronique DTC (Contrôle de traction dynamique) n'offre presque pas les mêmes qualités, notamment la motricité en sortie de virage, d'un vrai différentiel autobloquant mécanique, le conducteur trouvera son plaisir dans le pilotage de cette Z4. Le passage en pneumatique standard, "No Run Of Flat", apporte une agilité et une sportivité accrues.

## Habitabilité et confort

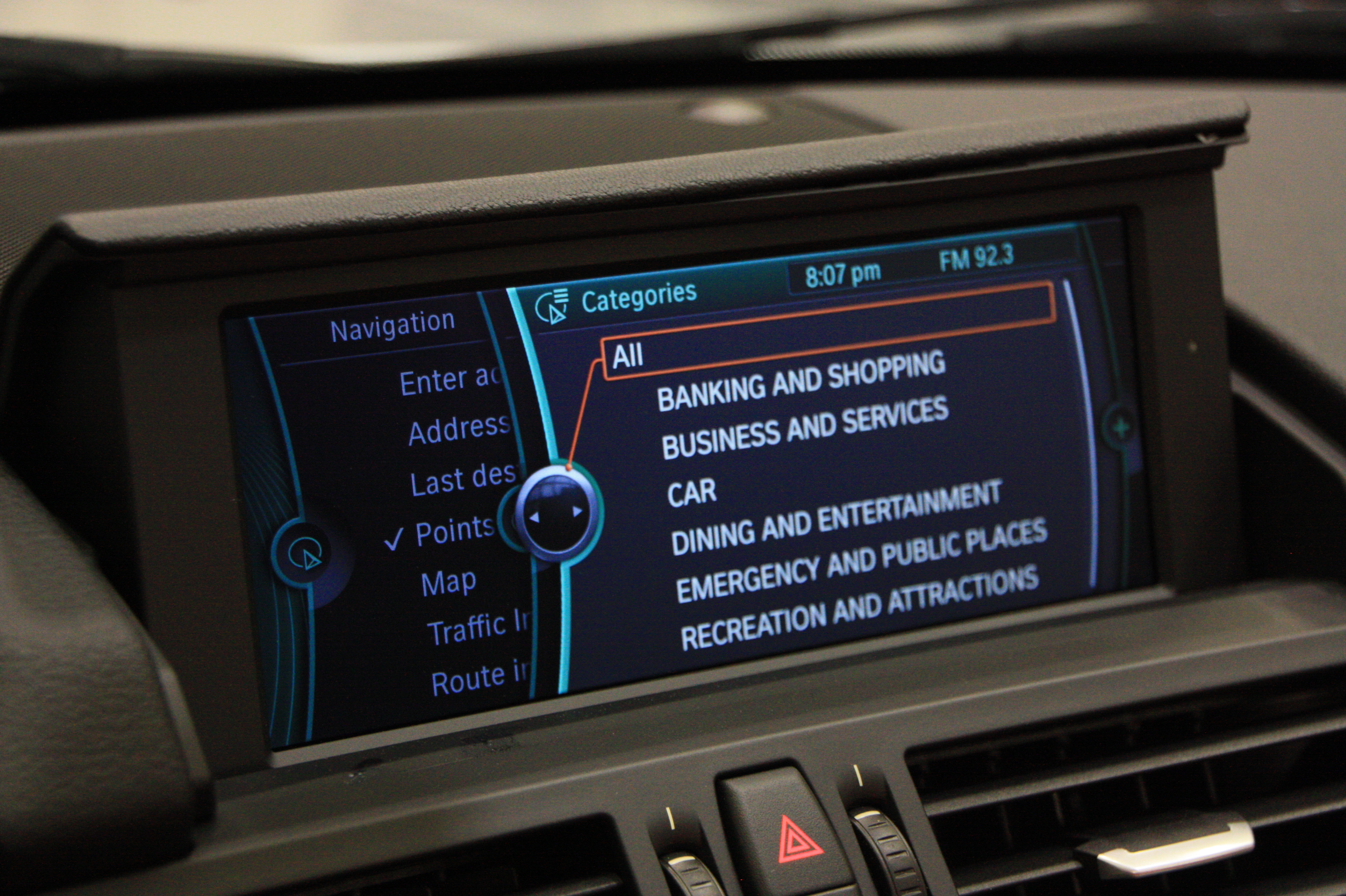
La BMW Z4 adopte liDrive à l'image des autres automobiles de la marque.

La BMW Z4 profite en option de nombreux équipements, absents de la précédente version, tels que le GPS à disque dur d'une capacité de 80 GB et l'iDrive, empruntés à la BMW Série 7. Le terme iDrive désigne l'ensemble des systèmes auquel le conducteur peut accéder lors de la conduite (radio, GPS, climatisation, etc.). La particularité de l'iDrive est d'agencer les commandes de telle manière que le conducteur puisse « contrôler son automobile en se servant de son intuition ». L'idée n'est cependant pas nouvelle étant donné que Mercedes et Audi l'appliquent également.
Ainsi, les commandes liées à la conduite telles que le démarreur, les palettes de passages de rapports, etc. sont disposés autour du poste de conduite tandis que les systèmes de confort comme la climatisation, sont placés au centre. Conducteur et passager y ont ainsi tous deux accès. L'écran de visualisation est quant à lui contrôlé par un seul élément, dénommé « Controller » pouvant être tourné dans toutes les directions. La suppression du levier de frein à main permet une implantation aisée des touches de l'iDrive.

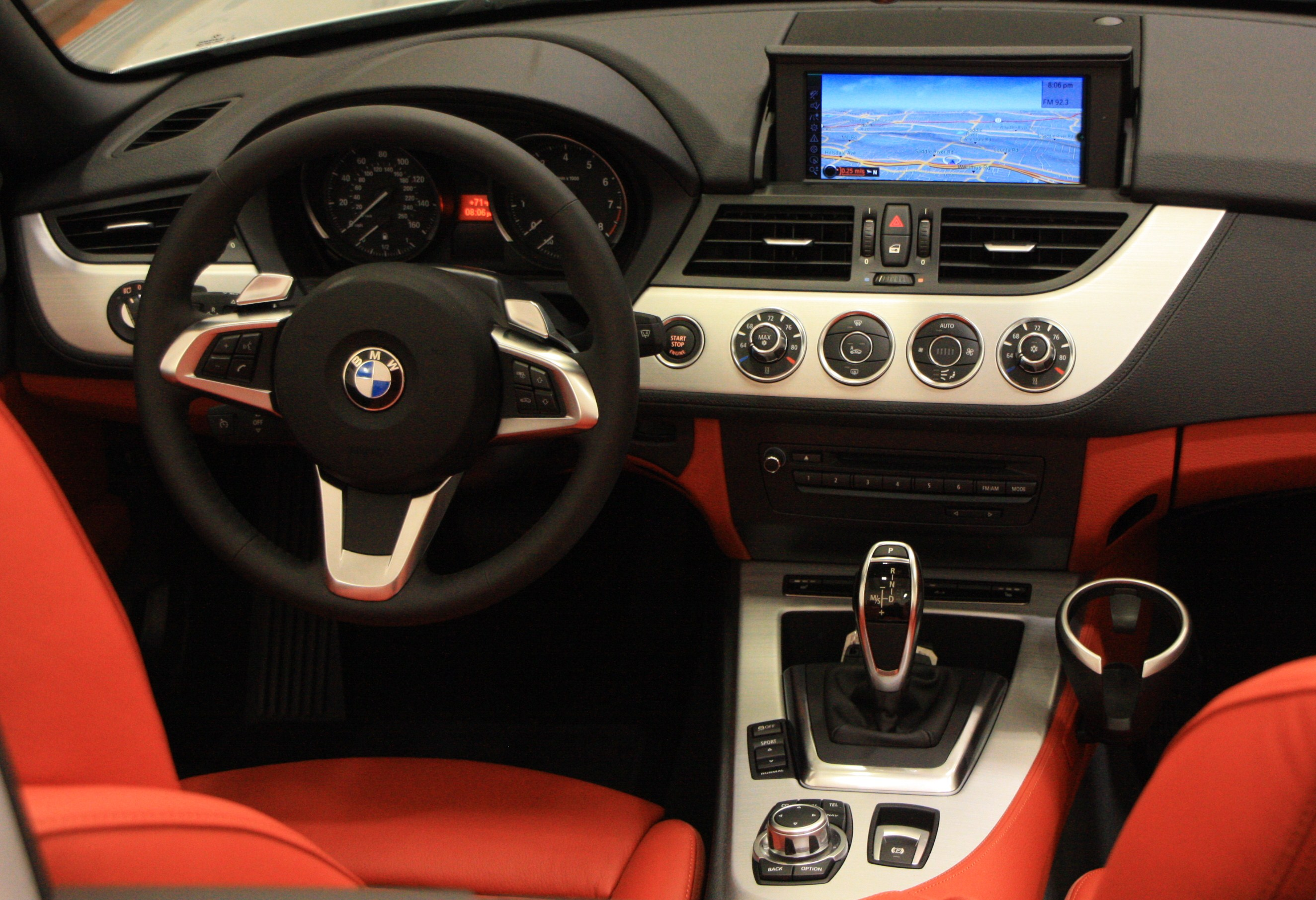
Le dessin de la planche de bord est celui de Nadia Amaout.

Le contrôle de pression des pneus, le frein à main électrique, les airbags rideau ainsi que la suspension pilotée dénommée « châssis sport M adaptatif » sont également disponibles en option (de série sur 35is). Ce dernier système propose un abaissement de la caisse de 10 mm, rapprochant a fortiori le centre de gravité de la voiture du sol, ce qui permet des vitesses plus élevées en courbe. Des capteurs mesurent et transmettent des données d'accélérations au calculateur qui agit à son tour sur l'amortissement en quelques centièmes de seconde. En revanche de série, des options de réglages sont proposés au conducteur pour adapter la suspension à sa conduite : « Normal », « Sport » et « Sport+ » peuvent être sélectionnés par l'intermédiaire de la commande de régulation du comportement dynamique,. En position Sport+, la Z4 autorise d'ailleurs aisément une conduite sportive. L'écran central offre également la possibilité de surfer sur Internet.
D'un point de vue habitabilité, la Z4 profite d'une très bonne assise ainsi que de quelques rangements supplémentaires à l'image du filet placé discrètement derrière les sièges. En ce qui concerne l'acoustique à bord, les turbulences générées au-delà de 140 km/h ne sont que peu filtrées face aux rivales, que ce soit sans ou avec le filet anti-remous, proposé en option sur certaines versions.

## Finitions
La Z4 E89 était proposée avec le niveau de base sDrive ou la finition M Sport en option. La finition M Sport comprenait des jantes en alliage de 18 pouces, une sellerie en cuir, des sièges sport, des pare-chocs avant et arrière redessinés, un volant sport et une suspension sport. Un pack Design Pure Impulse en option était également proposé, avec du cuir Alcantara ou Nappa assorti et une garniture de toit anthracite BMW Individual.
Le restylage de 2013 a également introduit les packs Design Pure Traction et Pure Fusion Design, qui offraient le choix entre les peintures métallisées exclusives Valencia Orange et Sparkling Brown respectivement (aux côtés des couleurs habituelles) et des éléments de design intérieur de couleur assortie. Le pack Design Pure Traction comprenait également un toit rigide noir.

## Équipement
La Z4 E89 était équipée de série des technologies BMW EfficientDynamics, telles que le freinage régénératif et la direction assistée électrique. Les modèles disposent également d'un frein de stationnement électrique, d'un système d'arrêt/démarrage du moteur, de phares directionnels, et d'un sélecteur de mode de conduite avec les modes Confort, Sport et Sport+ qui ajustent le comportement de l'accélérateur et de la boîte de vitesses, la pondération de la direction assistée et les amortisseurs réglables (avec le « contrôle électronique des amortisseurs » en option). Les modèles peuvent également être commandés avec le système d'infodivertissement iDrive avec les services BMWConnected et l'entrée sans clé.

## Moteurs

### «Efficient Dynamics»

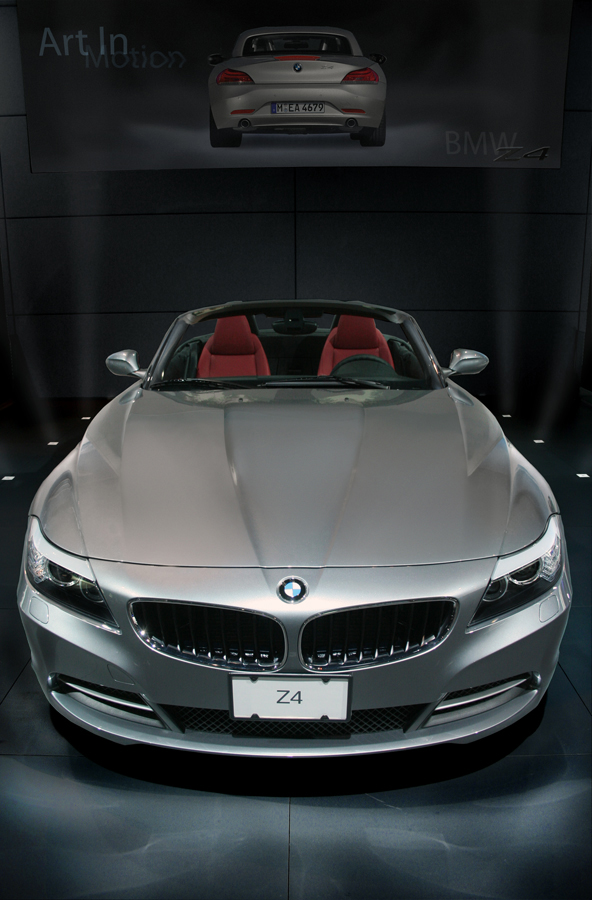
BMW Z4 exposée au salon de l'automobile de Chicago.

Fidèle aux précédents modèles de grand tourisme, la BMW Z4 opte pour une propulsion à moteur en position avant. Elle bénéficie par ailleurs du système « Efficient Dynamics », ensemble de technologies visant à diminuer la consommation de carburant ainsi que les émissions de CO2 sans altérer les performances. Chaque nouvelle génération de motorisation de BMW consomme ainsi moins et pollue moins.
Le système intègre un système de récupération d'énergie au freinage. Ce système fonctionne en récupérant l'énergie cinétique de rotation des roues lors des décélérations de l'automobile en transformant cette énergie en énergie électrique stockée dans la batterie via l'alternateur,.
Le système propose, pour les automobiles équipées d'une boîte manuelle, d'un indicateur de changement de rapport permettant de changer de façon optimale les vitesses et ainsi diminuer significativement la consommation de carburant,. Les pneus sont étudiés afin de diminuer la résistance au roulement en limitant la déformation en fonctionnement. Ces pneus dits « à faible résistance au roulement » sont obtenus grâce à l'utilisation de matériaux spéciaux au niveau des bandes de roulement et des flancs.

### Performances

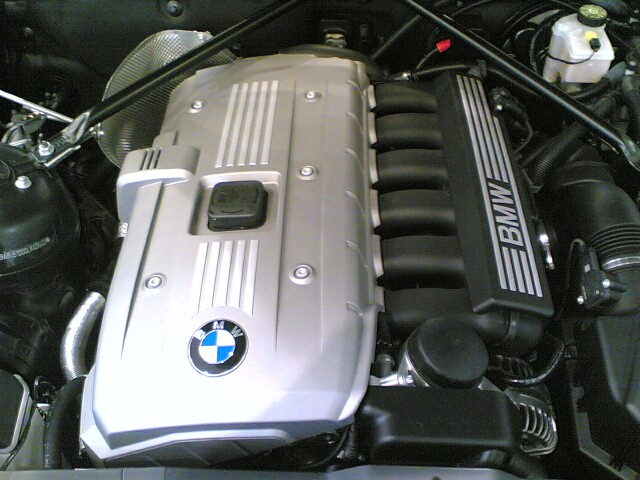
Le moteur 6 cylindres en ligne est placé en position longitudinale.

La gamme de motorisation de la BMW Z4 opte pour une nouvelle dénomination : « sDrive ». Seulement trois blocs essence six cylindres en ligne sont disponibles lors de sa sortie — sDrive23i, sDrive30i et sDrive35i — de puissances respectives de 204 ch, 258 ch et 306 ch. Les six cylindres en ligne sont positionnés dans le sens de la marche — ce qui explique la longueur du capot —, car dans cette configuration, le moteur offre « le rapport poids/puissance idéal, combiné à un équilibrage des masses en mouvement et une régularité de fonctionnement remarquables ». Contrairement à la Mercedes-Benz SLK, concurrente directe, propulsée par un moteur V6  ou V8 atmosphérique, la Z4 opte pour une suralimentation à turbocompresseur qui offre un couple important à très bas régime. En revanche, ce type de motorisation s'essouffle plus rapidement à haut régime.
Les puissances des moteurs sDrive23i et sDrive30i endurent une réduction d'une dizaine de chevaux par rapport à la version E85 afin de respecter la norme européenne Euro5 sur les émissions polluantes. Bien que légèrement creux à bas régime mais dévoilant son potentiel au-delà des 3 500 tr/min, le sDrive23i s'avère « doux, polyvalent et relativement économique »,. Le moteur sDrive35i est, quant à lui, entièrement nouveau et profite d'une injection directe ainsi que d'une suralimentation biturbo montées en parallèle lui octroyant un 0 à 100 km/h annoncé en 5,8 s, mieux que la Porsche Boxster S. À noter que cela faisait trois ans que BMW avait abandonné tout système de suralimentation sur ses moteurs essence.
Deux inédits quatre cylindres essence turbocompressés, dénommés sDrive18i et sDrive20i, ont fait leur apparition un peu plus tard, tout comme le 28i équipé du même bloc turbo compressé n20b20 en remplacement du 30i.

### Détails

#### Phase 1
|                                                                                   | sDrive18i                       | sDrive20i                       | sDrive23i                      | sDrive28i                       | sDrive30i                      | sDrive35i                       | sDrive35is                                      |
| --------------------------------------------------------------------------------- | ------------------------------- | ------------------------------- | ------------------------------ | ------------------------------- | ------------------------------ | ------------------------------- | ----------------------------------------------- |
| Années de production                                                              | 2013-2016                       | 2011-2013                       | 2009-2011                      | 2011-2016                       | 2009-2011                      | 2009-2016                       | 2009-2016                                       |
| Cylindrée                                                                         | 1 997 cm3                       | 1 997 cm3                       | 2 497 cm3                      | 1 997 cm3                       | 2 996 cm3                      | 2 979 cm3                       | 2 979 cm3                                       |
| Configuration                                                                     | 4-cylindres en ligne            | 4-cylindres en ligne            | 6-cylindres en ligne           | 4-cylindres en ligne            | 6-cylindres en ligne           | 6-cylindres en ligne            | 6-cylindres en ligne                            |
| Type d'alimentation                                                               | Turbocompressé                  | Turbocompressé                  | Atmosphérique                  | turbocompressé                  | Atmosphérique                  | Turbocompressé                  | Turbocompressé                                  |
| Puissance                                                                         | 156 ch (115 kW) à 5 000 tr/min  | 184 ch (135 kW) à 6 400 tr/min  | 204 ch (150 kW) à 6 400 tr/min | 245 ch (180 kW) à 5 000 tr/min  | 258 ch (190 kW) à 6 600 tr/min | 306 ch (225 kW) à 6 600 tr/min  | 340 ch (250 kW) à 5 500 tr/min                  |
| Couple                                                                            | 240 N m de 1 250 à 4 400 tr/min | 270 N m de 1 250 à 4 500 tr/min | 250 N m de 2 750 tr/min        | 350 N m de 1 250 à 4 800 tr/min | 310 N m à 2 750 tr/min         | 400 N m de 1 300 à 5 000 tr/min | 450 N m (500 N m avec overboost) à 1 500 tr/min |
| Accélération                                                                      | 0 à 100 km/h en 7,9 s           | 0 à 100 km/h en 6,9 s           | 0 à 100 km/h en 6,6 s          | 0 à 100 km/h en 5,9 s           | 0 à 100 km/h en 5,8 s          | 0 à 100 km/h en 5,2 s           | 0 à 100 km/h en 4,8 s                           |
| Consommation                                                                      | 6,8 ℓ/100 km                    | 6,8 ℓ/100 km                    | 8,2 ℓ/100 km                   | 6,8 ℓ/100 km                    | 8,5 ℓ/100 km                   | 9,4 ℓ/100 km                    | 9 ℓ/100 km                                      |
| Poids à vide* Juste 8 litres dans réservoir Sans poids théorique conducteur 68 kg | 1 395                           | 1 415                           | 1 410                          | 1 420                           | 1 415                          | 1 595                           | 1 605                                           |

#### Phase 2
Les chiffres de consommation de carburant et de pollution correspondent aux chiffres maximaux proposés par le constructeur.
|                              | sDrive18i                                    | sDrive20i                   | sDrive28i                   | sDrive35i                   | sDrive35is                                   |
| ---------------------------- | -------------------------------------------- | --------------------------- | --------------------------- | --------------------------- | -------------------------------------------- |
| Moteur                       | 4-cylindres en ligne                         | 4-cylindres en ligne        | 4-cylindres en ligne        | 6-cylindres en ligne        | 6-cylindres en ligne                         |
| Cylindrée (cm³)              | 1 997                                        | 1 997                       | 1 997                       | 2 979                       | 2 979                                        |
| Alimentation                 | Turbocompressé                               | Turbocompressé              | Turbocompressé              | Bi-turbocompressé           | Bi-turbocompressé                            |
| Puissance maximale ch (kW)   | 156 à 5 000 tr/min                           | 184 de 5 000 à 6 200 tr/min | 245 de 5 000 à 6 500 tr/min | 306 à 5 800 tr/min          | 340 à 5 900 tr/min                           |
| Couple maximal (N m)         | 240 (+ 30 Overboost) de 1 250 à 4 400 tr/min | 270 de 1 250 à 4 500 tr/min | 350 de 1 250 à 4 800 tr/min | 400 de 1 300 à 5 000 tr/min | 450 (+ 50 Overboost) de 1 500 à 4 500 tr/min |
| Boîte de vitesses            | Steptronic 6 / Steptronic 8                  | Steptronic 6 / Steptronic 8 | Steptronic 6 / Steptronic 8 | DKG 7                       | DKG 7                                        |
| Vitesse maximale (en km/h)   | 220                                          | 232                         | 250                         | 250                         | 250                                          |
| 0-100 km/h (en s)            | 8,1                                          | 6,9                         | 5,5                         | 5,1                         | 4,8                                          |
| Consommation (en L/100 km)   | 6,8                                          | 6,8                         | 6,8                         | 9,1                         | 9,1                                          |
| Émissions de CO2 (en g/km)   | 159                                          | 159                         | 159                         | 211                         | 211                                          |
| Capacité du réservoir (en L) | 55                                           | 55                          | 55                          | 55                          | 55                                           |
| Masse à vide (en kg EU)      | 1 495                                        | 1 495                       | 1 495                       | 1 600                       | 1 600                                        |

## Transmission
Les transmissions disponibles sont : 
- Boîte manuelle à 6 vitesses Getrag GS6-17BG (Z4 18i / 20i / 23i / 28i / 30i)
- Boîte manuelle à 6 vitesses ZF GS6-53BZ (Z4 35i)
- Boîte automatique à 6 vitesses ZF 6HP 19 (Z4 23i / 30i)
- Boîte automatique à 8 rapports ZF 8HP45 (Z4 18i / 20i / 28i)
- Boîte à double embrayage à 7 rapports Getrag GS7-D36SG (Z4 35i / 35is)

La gamme de BMW Z4 E89 est équipée de série d'une boite de vitesses mécanique à six rapports spécialement étagée pour les moteurs, allégée de 8 kg et conçue pour diminuer les débattements lors des changements de rapports. Ainsi, même lorsque le 6e rapport est engagé à 90 km/h, la Z4 reprend sans difficulté.
La version sDrive 35i peut être équipée en option d'une boîte robotisée à double embrayage sept rapports dénommée « DKG » (De série sur 35is)(**), apparue sur les Séries 3 Coupé et Cabriolet, ainsi que sur la BMW M3. Cette dernière boite profite d'« une vitesse d'engagement des rapports non accompagnée de heurts ni d'hésitation ». Les deux autres versions de départ sDrive23i et sDrive30i se contentent en option d'une boîte automatique « Steptronic » (*) à 6 rapports.
Les motorisations les plus récentes 18i, 20i et 28i peuvent être équipées en option d'une boîte automatique « Steptronic » (*) à huit rapports ZF.

## Sécurité

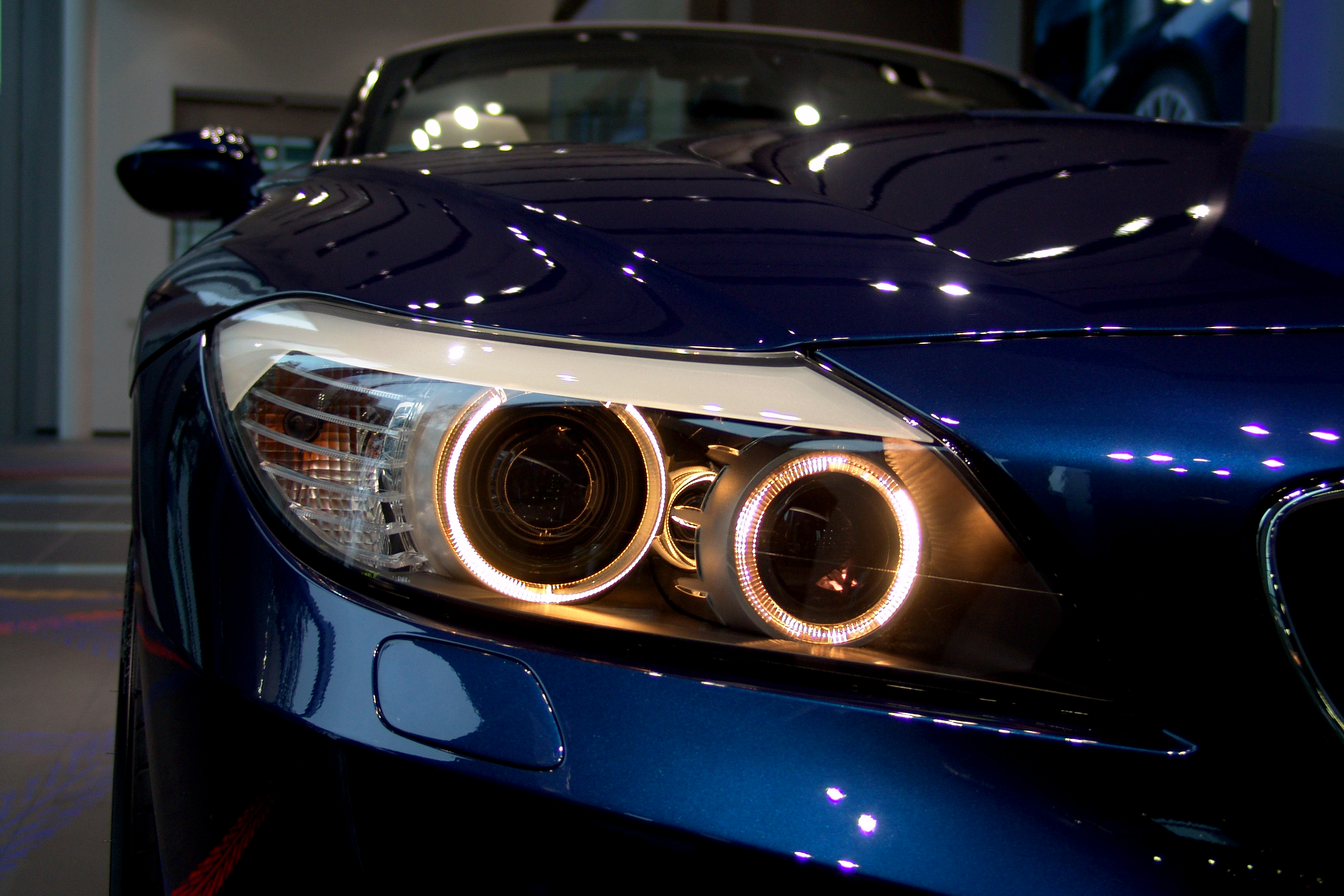
La BMW Z4 propose les phares au xénon de série.

Hormis l'aspect purement esthétique, le capot bombé est dessiné de façon à limiter les blessures infligées lors d'un choc piéton. BMW a par ailleurs opté pour des arceaux fixes et non télescopiques, utiles en cas de retournement du véhicule.
Technologie d'éclairage d'une efficacité supérieure à l'allumage halogène, les phares au xénon sont disponibles de série. Associés à des projecteurs directionnels, ils permettent d'éclairer de façon optimale les virages. Ils proposent par ailleurs une répartition variable de la lumière, relevant ou abaissant les projecteurs en fonction de la vitesse. Ainsi, en ville, les projecteurs sont au plus bas afin d'éclairer la chaussée sans éblouir les autres conducteurs tandis que sur autoroute, ils sont au plus haut afin d'augmenter la portée des phares.
La BMW Z4 est équipé de pneumatiques « RSC » (Runflat System Component) dont les flancs renforcés ne s'affaissent pas et permettent de parcourir près de 80 km à la suite d'une crevaison et d'une perte complète de pression. Cependant ce type de pneumatique renforcé est sujet à controverse. En effet, ces pneumatiques RSC ou RFT  apportent une lourdeur dans la direction et dans la précision de conduite. De plus, ils sont énergivores en carburant, bruyants et manquent de grip dès que la température extérieure est inférieure à 14 °C. Sur chaussée humide et en conditions hivernales, ils peuvent se montrer dangereux. Ils sont aussi responsables d'un certain " flou " dans la direction et de casses de jantes en 19 pouces. Le fait de passer en pneu sport standard apporte une nette amélioration de la tenue de route. BMW propose d'ailleurs le KIT anti crevaison BMW mobility qui permet de ne plus rouler en pneu RFT.
La Z4 E89 est équipée d'un contrôle électronique de stabilité, d'un contrôle de freinage en virage, d'une assistance au freinage d'urgence et d'airbags pour le conducteur et le passager.
La Z4 18i 2015 a reçu trois étoiles au total lors de son test Euro NCAP.

## Mise à jour

### 2011
- Les modèles sDrive23i et sDrive30i à six cylindres ont été remplacés par les modèles sDrive20i et sDrive28i à quatre cylindres turbocompressés. Pour le marché américain, seul le sDrive28i a été lancé.

### 2012
- Le mécanisme du toit pouvait désormais être actionné à des vitesses allant jusqu'à 40 km/h. Auparavant, il ne pouvait être actionné que jusqu'à 10 km/h.

### Restylage 2013
Les modèles Z4 restylé (également connus sous le nom de LCI) ont été introduits en mars 2013. Les principaux changements étaient les suivants :
- Phares redessinés (utilisant désormais des lampes à LED) et clignotants latéraux.
- Modifications intérieures, notamment des contours noirs pour les bouches d'aération centrales et des commutateurs, un panneau de commande et des boutons révisés de meilleure qualité.
- L'introduction du modèle sDrive18i, propulsé par le moteur quatre cylindres turbocompressé N20 générant une puissance de 154 cv.
- Lancement des packs d'options « Pure Balance Design » et « Pure Traction Design ».

## BMW Z4 sDrive35is

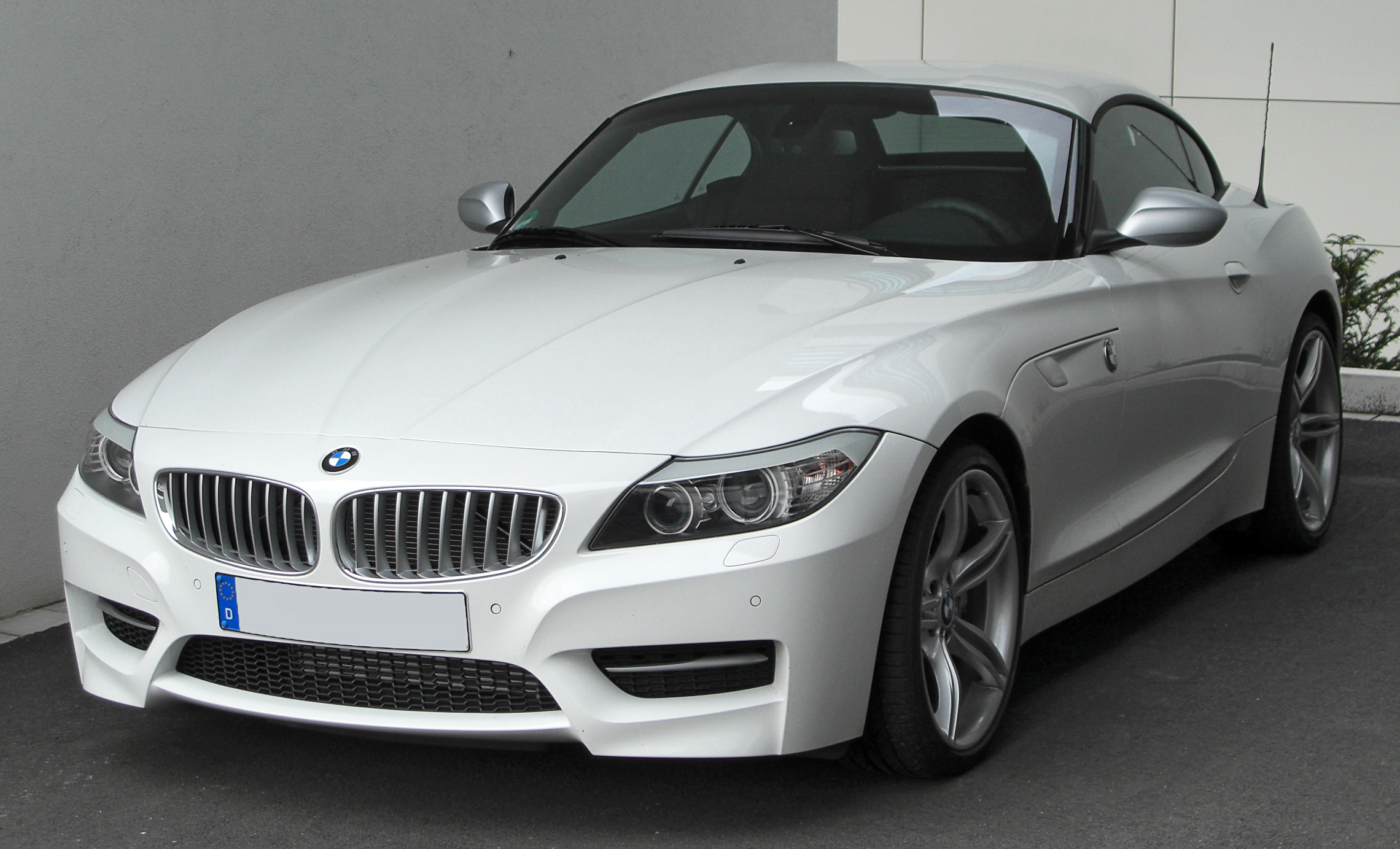
BMW Z4 sDrive35is avec le M Sport Package.

Si, malheureusement pour les adeptes des BMW signés Motorsport, la marque n'envisageait pas de produire une version Z4 M — le porte-parole de BMW ayant en effet annoncé qu'« étant donné la crise économique actuelle, il n'y a plus de créneau pour une version M du Z4 » —, la BMW Z4 sDrive35is en reprend la plupart des caractéristiques. Esthétiquement, le pack M Sports Package offre de nombreux éléments distinctifs tels que le volant sport, les seuils de porte M ou encore les inserts carbone/aluminium.
Profitant au comportement dynamique, la Z4 sDrive35is est abaissée de 10 mm et profite de série d'une remarquable suspension pilotée. D'un point de vue mécanique, la version la plus désirable des E89 est propulsée par un six cylindres de 3 L, version améliorée du moteur N54 partagé avec le coupé M de la Série 1 développant 340 ch et 450 N m de couple. Cette dernière valeur peut être portée à 500 N m grâce à un overboost contrôlée par ordinateur pour les vitesses 3 à 7. La fonction boost s'active après chaque changement de vitesse à plein régime et dure 7 secondes entre 1 500 et 4 500 tr/min. Le 0 à 100 km/h est effectué en 4,8 s. Enfin, associée à une boîte de vitesses robotisée à double embrayage et sept rapports « DKG » et à un nouveau système d'injection, la consommation de la sDrive35is atteint 9,0 ℓ/100 km alors que le Z4 35i annonce 9,4 ℓ/100 km. Elle n'est pas disponible avec la boîte manuelle à 6 rapports.

## Volumes de production
Les volumes de production annuels pour la Z4 (E89) sont les suivants :
| Année  | Total   |
| ------ | ------- |
| 2009   | 22,761  |
| 2010   | 24,575  |
| 2011   | 18,809  |
| 2012   | 15,249  |
| 2013   | 12,866  |
| 2014   | 10,802  |
| 2015   | 7,950   |
| 2016   | 5,432   |
| Total: | 118,444 |

## Récompenses
- Prix international d'excellence en design 2009 (IDEA)
- Prix Eyes on Design 2009 du meilleur véhicule de série
- Prix Red Dot Design 2009
- Top Drop écossais de l'année 2009

## Sport automobile

### BMW Z4 GTE (2013-2015)
La Z4 GTE a participé à la catégorie GT de l'American Le Mans Series 2013, à la catégorie GT Le Mans du United SportsCar Championship 2014-2015 et à l' European Le Mans Series 2014-2015. Elle est également propulsée par le moteur V8 P65B44.
Turner Motorsport a remporté le championnat inaugural Tudor United SportsCar GT-Daytona 2014 avec une version modifiée de la Z4 GT3.